# Daniel Krueger
Daniel Krueger (11 de junio de 1999) es un deportista de Estados Unidos que compite en natación. Ganó tres medallas en el Campeonato Mundial Junior de Natación, dos de plata en 2015 y una de bronce en 2017.